# Jean-Baptiste-Maurice Quinault
Pour les articles homonymes, voir Quinault.
Jean-Baptiste-Maurice Quinault est un acteur et musicien français né à Verdun le 9 septembre 1687 et mort à Gien le 30 août 1745.

## Biographie
Fils aîné du comédien Jean Quinault, il débute à la Comédie-Française le 6 mai 1712 par le rôle d'Hippolyte dans Phèdre de Racine. Reçu le 25 juin suivant, il ne joue les premiers rôles qu'à partir de 1718.
Après avoir créé de nombreux rôles, il se retire en 1734.
Il a aussi composé des divertissements et des intermèdes pour le théâtre, dont ceux du Nouveau monde, qui connurent un grand succès. En 1729, il fit jouer à l'Académie royale de musique Les Amours des déesses, ballet héroïque sur des paroles de Louis Fuzelier.
Le Régent lui a accordé des lettres de noblesse.

## Rôles
- 1712 : Phèdre de Jean Racine, Comédie-Française : Hippolyte
- 1724 : Bérénice de Jean Racine, Comédie-Française : Titus